# Каменка (приток Большой Какши)
Каменка — река в России, протекает в Шабалинском районе Кировской области. Устье реки находится в 116 км по левому берегу реки Большая Какша. Длина реки составляет 14 км.
Исток реки расположен в лесах в 10 км к югу от посёлка Ленинское. Река течёт на юго-запад по ненаселённому заболоченному лесу. Впадает в Большую Какшу севернее деревни Малая Козловка.

## Данные водного реестра
По данным государственного водного реестра России относится к Верхневолжскому бассейновому округу, водохозяйственный участок реки — Ветлуга от истока до города Ветлуга, речной подбассейн реки — Волга от впадения Оки до Куйбышевского водохранилища (без бассейна Суры). Речной бассейн реки — (Верхняя) Волга до Куйбышевского водохранилища (без бассейна Оки).
Код объекта в государственном водном реестре — 08010400112110000042155.